# Synchaeta vorax
Synchaeta vorax är en hjuldjursart som beskrevs av Rousselet 1902. Synchaeta vorax ingår i släktet Synchaeta och familjen Synchaetidae. Arten är reproducerande i Sverige. Inga underarter finns listade i Catalogue of Life.